# Skupina Svetovne banke
Skupina Svetovne banke (angleško World Bank Group) je skupina petih mednarodnih finančnih ustanov, usmerjenih v pomoč državam v razvoju v obliki posojil. Sestavljajo jo Mednarodna banka za obnovo in razvoj in Mednarodna zveza za razvoj, ki tvorita Svetovno banko, ter Mednarodna finančna korporacija, Mednarodna agencija za zavarovanje investicij in Mednarodni center za reševanje investicijskih sporov.